# Il sacrificio di Tamura
Il sacrificio di Tamura (The Bravest Way) è un film muto del 1918 diretto da George Melford e interpretato da Sessue Hayakawa, Florence Vidor e Tsuru Aoki. Prodotto dalla Famous Players-Lasky Corporation, il film fu distribuito il 16 giugno 1918.

## Trama
Tamura, un giardiniere giapponese che vive negli Stati Uniti, sta mettendo da parte i risparmi per poter sposare Nume Rogers, una nippo-americana con la quale è fidanzato. Ma le cose si complicano quando Watana, il suo migliore amico, viene ucciso. L'uomo, che lavorava per il mercante Motoyoshi, aspettava l'arrivo in America della moglie Sat-Su e dei suoi bambini. Adesso Tamura, che ha promesso all'amico di prendersi cura di loro, si vede costretto a lasciare la fidanzata per sposare lui Sat-Su. Con il cuore spezzato, Nume accetta di farsi pagare gli studi di canto da Nason. Il giorno del debutto come cantante, il suo benefattore chiede la ricompensa per il denaro speso per lei. Alle sue ripulse, l'uomo l'aggredisce. La ragazza viene salvata dall'intervento di Tamura che poi porta Nume al capezzale di Sat-Su. Quest'ultima, gravemente malata, prima di morire spiega a Sat-Su il sacrificio di Tamura. Dopo la morte della moglie, Tamura si riunisce all'amata Nume.

## Produzione
Il film fu prodotto dalla Famous Players-Lasky Corporation. La sceneggiatura originale aveva il titolo The Desire of Tamura.

## Distribuzione
Il copyright del film, richiesto dalla Famous Players-Lasky Corp., fu registrato il 25 maggio 1918 con il numero LP12464.
Distribuito dalla Paramount Pictures e dalla Famous Players-Lasky Corporation, il film - presentato da Jesse L. Lasky - uscì nelle sale cinematografiche statunitensi il 16 giugno 1918. In Italia uscì nell'aprile del 1922.